# Colonne Médicis
La colonne Médicis, dite autrefois colonne de l'Horoscope, ou colonne astrologique,, est une colonne du 1er arrondissement de Paris, accolée à la Bourse de commerce, au sud-est de l'édifice, dans les jardins des Halles.
Ce site est desservi par la station de métro Louvre - Rivoli de la ligne 1 et Les Halles de la ligne 4. 

## Histoire
Cette colonne dorique creuse, attribuée à l'architecte Jean Bullant, est élevée en 1574 sur ordre de Catherine de Médicis dans la cour de l'hôtel de la Reine qu'elle vient de se faire construire. Première colonne isolée construite à Paris, haute de 31 mètres et large de 3 mètres, elle contient un escalier à vis de 147 marches qui mène à une plateforme surmontée d'une structure métallique. Une porte la fait alors communiquer avec les appartements royaux.
Bien que sa fonction précise n'ait jamais été établie, de nombreux auteurs estiment qu'elle traduit le goût de la reine pour l'astrologie : elle aurait en effet pu servir de point d'observation du ciel à Côme Ruggieri. Cependant, la masse imposante de l'église Saint-Eustache voisine limite singulièrement l'angle visuel.
La colonne domine alors le centre de Paris. Elle peut donc avoir servi de tour de guet mais aussi manifesté la toute-puissance de la Reine-mère.
Probablement a-t-elle aussi une vocation commémorative, comme l'attestent notamment les lettres H et C entrelacées sur les 18 cannelures qui ornent sa circonférence. Elles dessinent le monogramme de Henri II et de Catherine de Médicis. On observe cependant qu'il s'agit du monogramme de la reine, composé d'un H et de C bien différenciés, et non de celui du roi, qui insère dans son H des D opposés pour former  l'initiale de sa maîtresse Diane de Poitiers. La décoration comprend aussi des symboles et allégories - fleurs de lys, miroirs cassés du deuil, cornes d'abondance - aujourd'hui difficilement visibles.
Au milieu du XVIIIe siècle, la demeure royale, rebaptisée hôtel de Soissons sous Henri IV, et la colonne qui la jouxte sont mis en vente séparément. L'écrivain Louis Petit de Bachaumont acquiert cette dernière en 1748 pour la sauver de la destruction. Il l'offre par la suite à la ville de Paris, qui n'accepte le don qu'en lui remboursant sa mise de fonds. L'hôtel de Soissons est livré aux démolisseurs ; sur son emplacement, on érige en 1760 la Halle aux blés. En 1764, la colonne est dotée d'un cadran solaire, installé à 16 mètres de hauteur par l'astronome Alexandre Guy Pingré et aujourd'hui disparu. En 1812, on l'orne d'une fontaine dont seuls subsistent la plaque commémorative et le blason de Paris qui la surmonte. 
L'inscription latine indique :

« IN BASI TURRIS HUJUS E REGIARUM ÆDIUM

RELIQUIIS EXSTANTIS QUOD INSIGNE OPUS

A JOHANNE BULLANT ARCHITECTO

ANNO POST J(ESUM)•C(HRISTUM) 1572 [MILLESIMO QUINGENTESIMO SEPTUAGESIMO SECUNDO] ÆDIFICATUM ANNO AUTEM

1749 [MILLESIMO SEPTINGENTESIMO QUADRAGESIMO NONO] DESTRUCTUM UT IN FRUMENTARIAS

NUNDINAS CONVERSUM SIT UTILITATI CIVIUM ET

HUJUSCE FORI ORNAMENTO PRÆFECTUS ET ÆDILES

FONTEM INSTAURAVIRUNT [sic] ANNO MDCCCXII [MILLESIMO OCTINGENTESIMO DUODECIMO] ».
En 1889, la Bourse de commerce remplace la Halle aux blés.
La colonne survit à maintes menaces de destruction et aux multiples transformations architecturales du quartier. Elle est classée monument historique en 1862.
Depuis juin 2021, son sommet accueille une création de l'artiste Philippe Parreno. Cette installation transcrit en signaux lumineux Le Mont Analogue, roman inachevé de René Daumal. Il s'agit d'une application qui réagit en temps réel à chaque variation de couleur en lui associant un son.

## Galerie d'images
- sur la colonne Médicis (à gauche),
- au palais du Louvre (à droite).

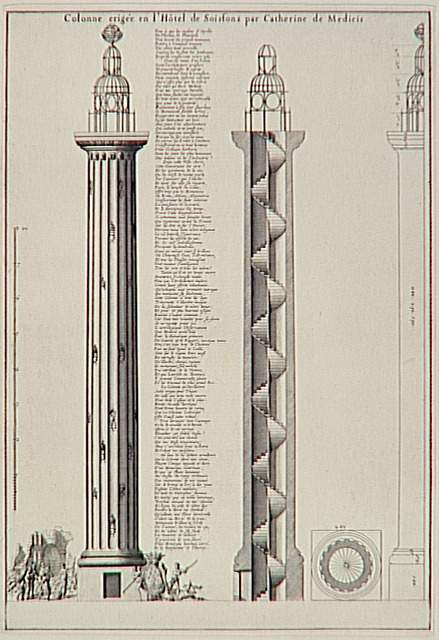
Coupe.
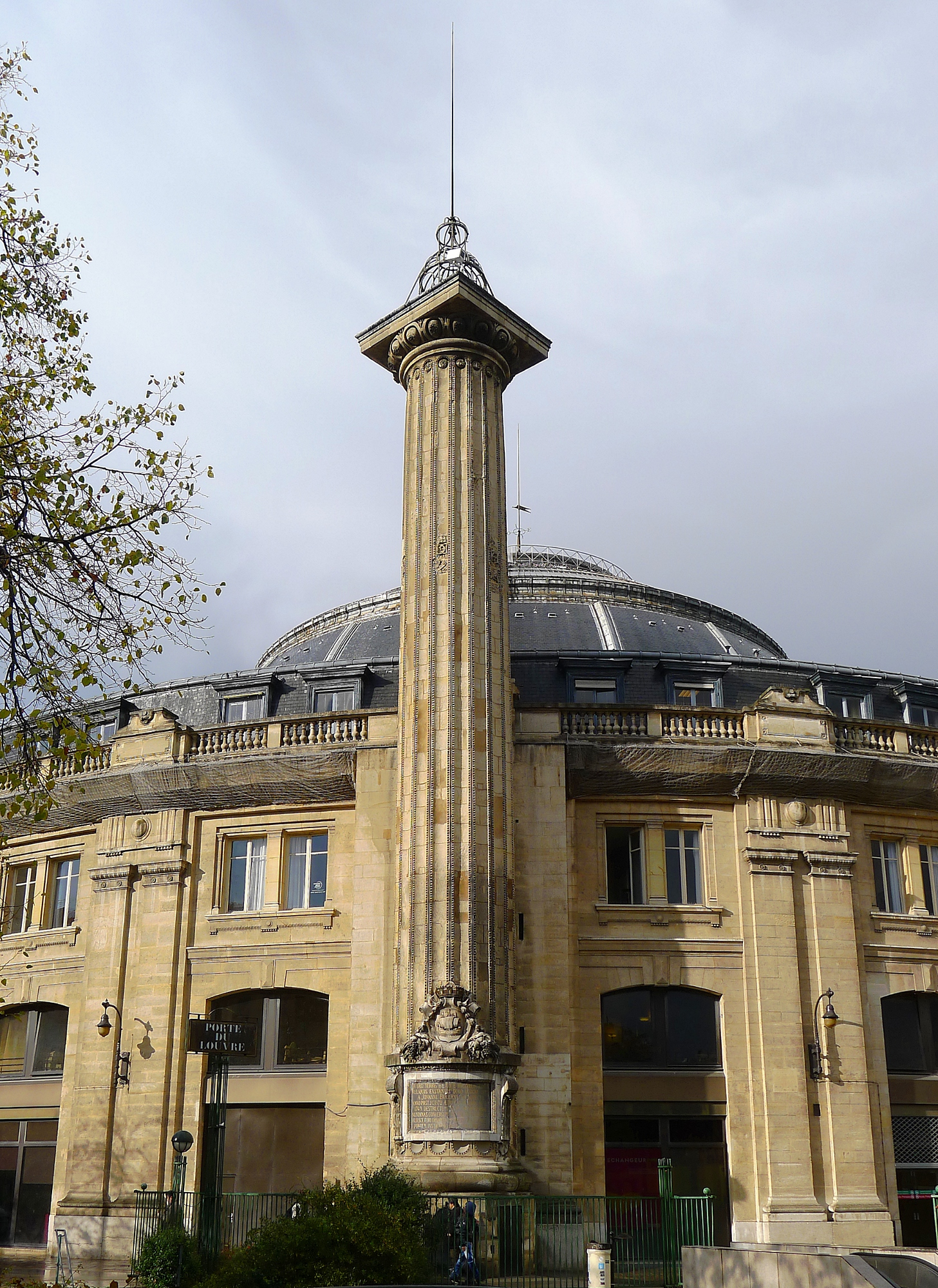
Vue d'ensemblee, avec la Bourse de commerce en arrière-plan.
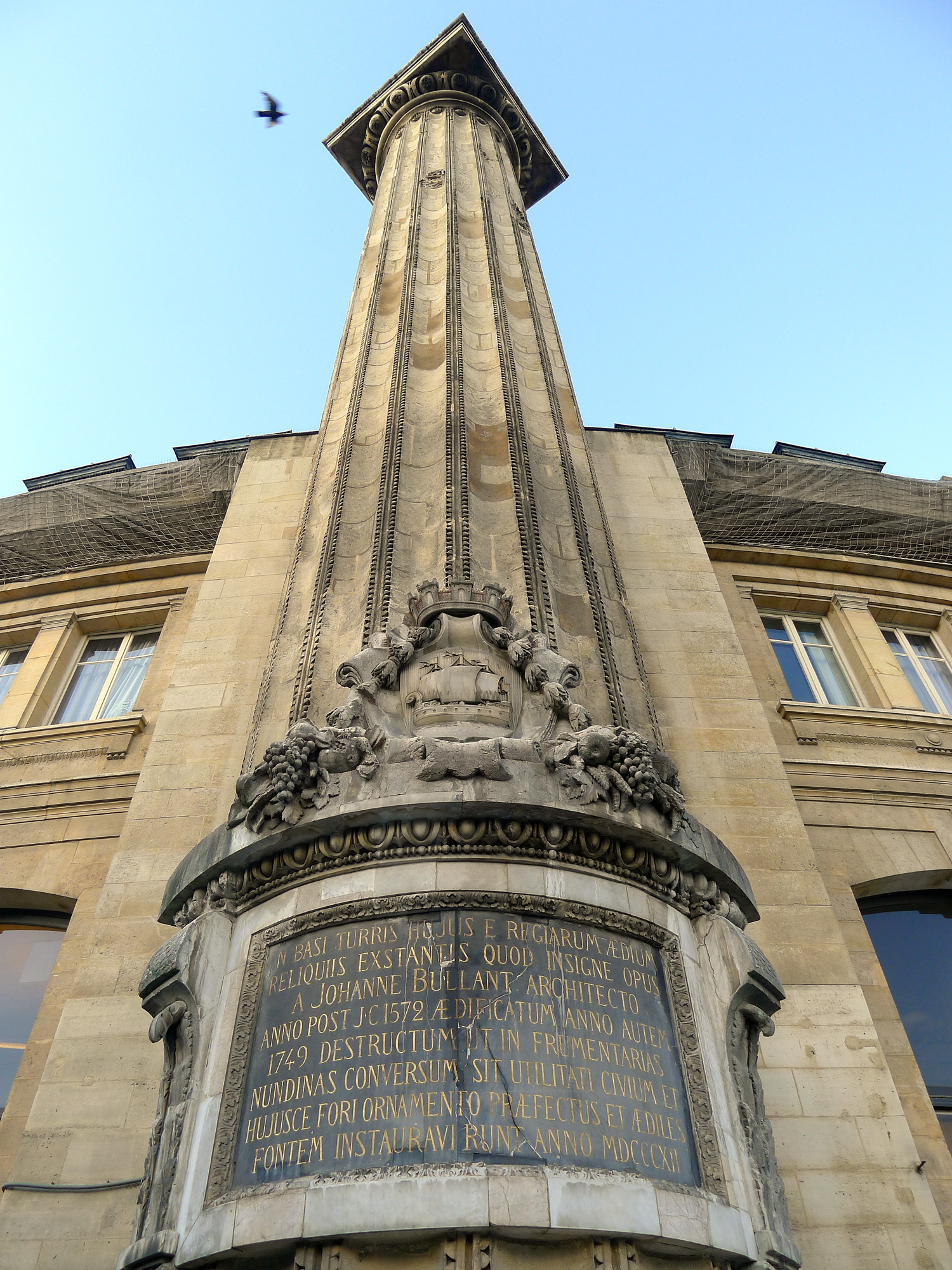
Contre-plongée.
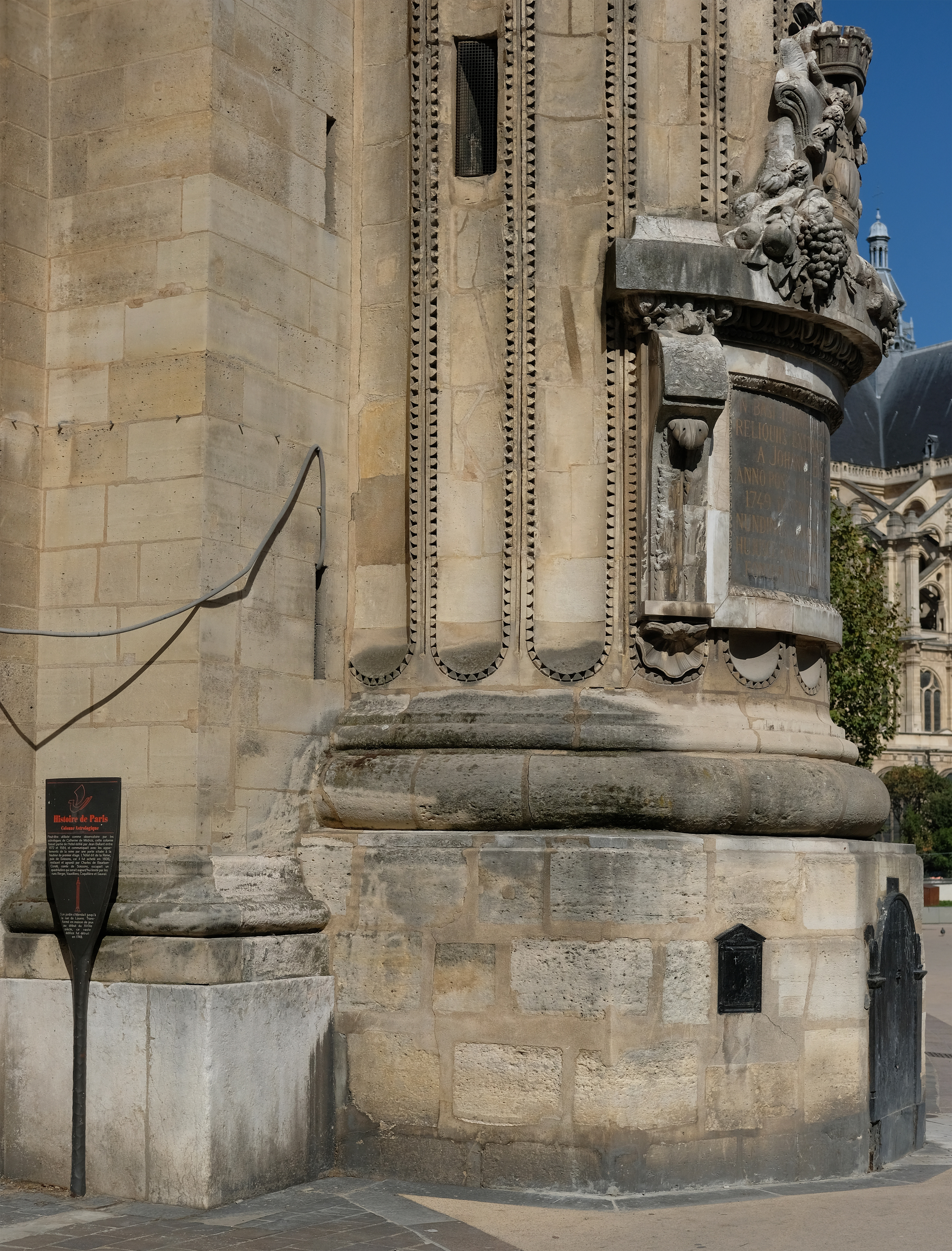
Soubassement avec encore le panneau Histoire de Paris (2016).
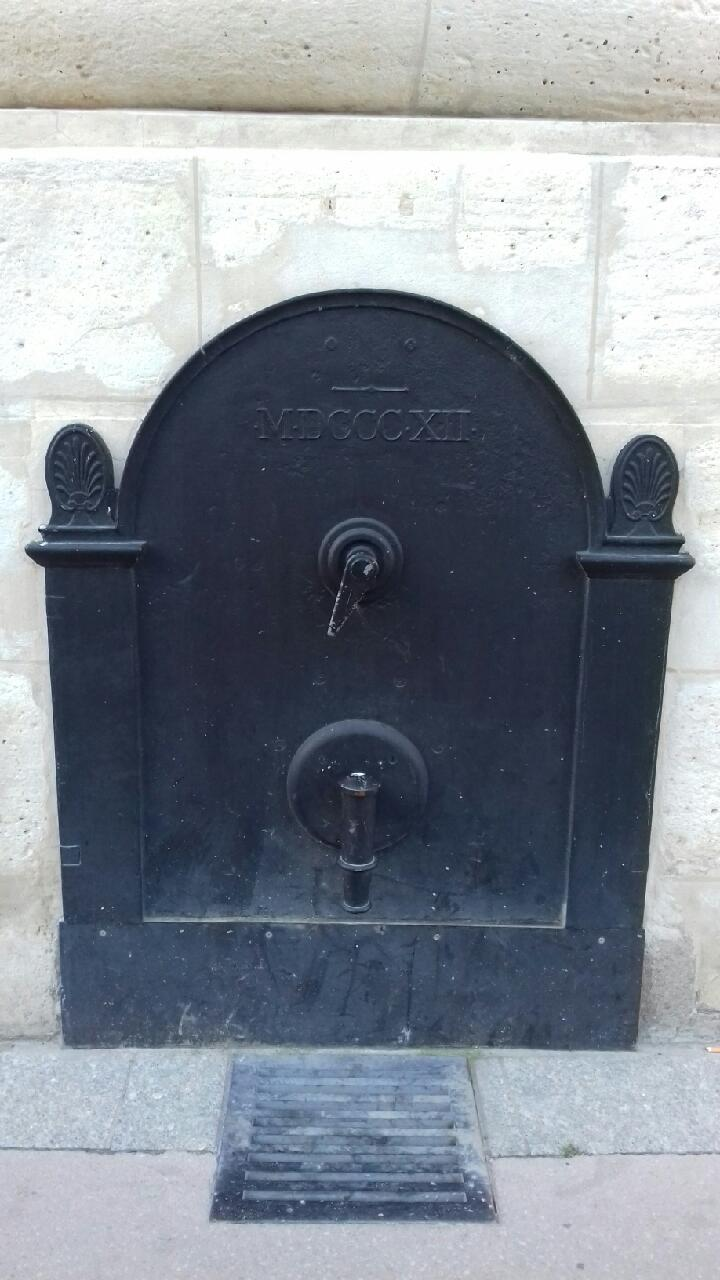
Fontaine.
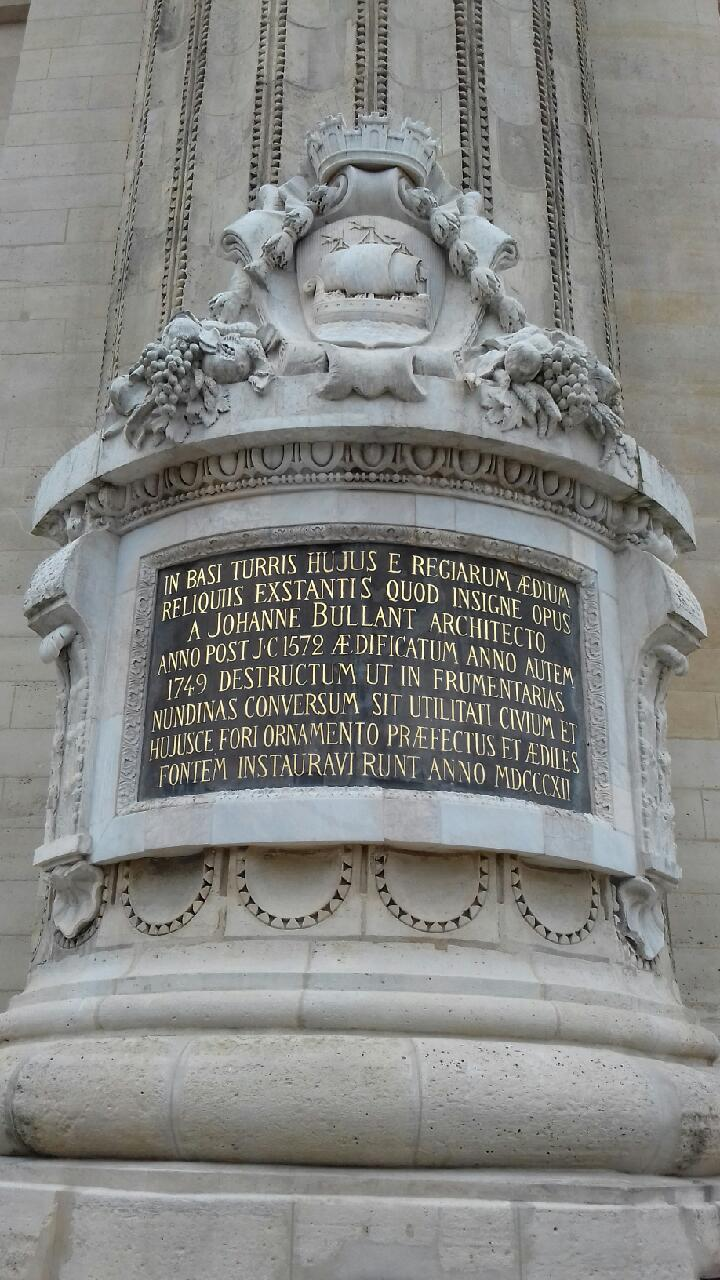
Inscription latine et blason de Paris.

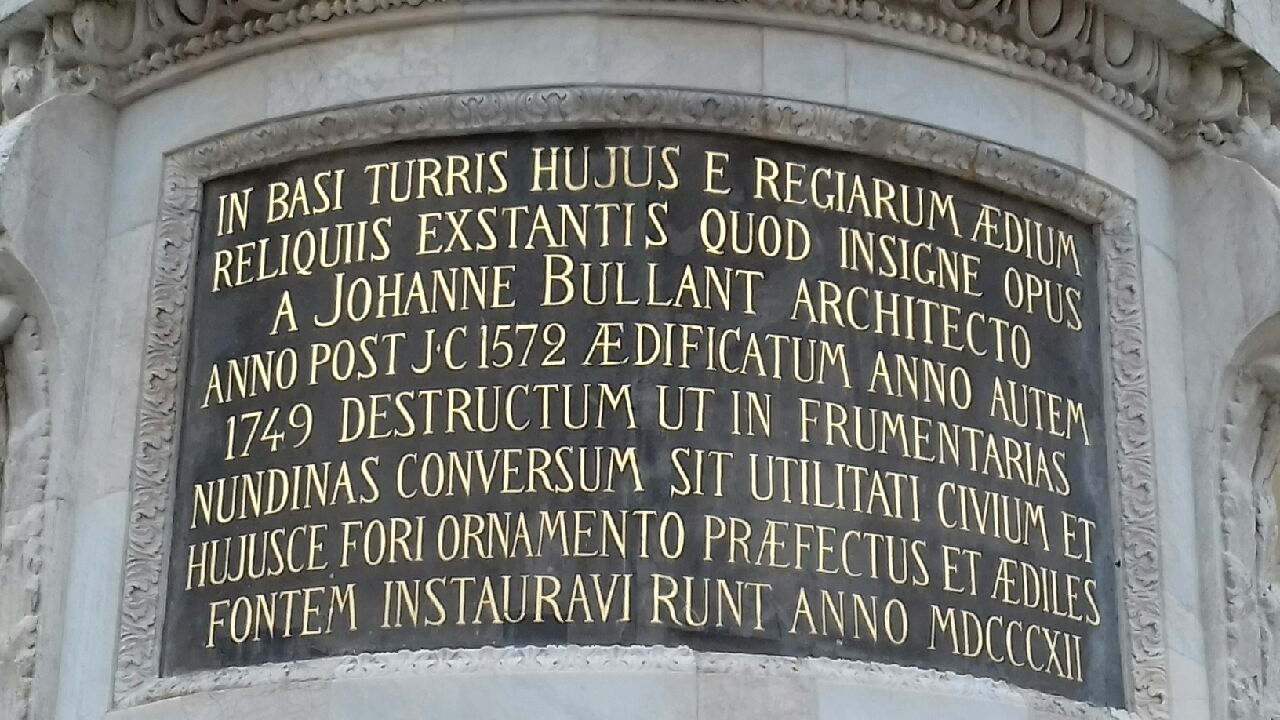
Inscription latine (détail).
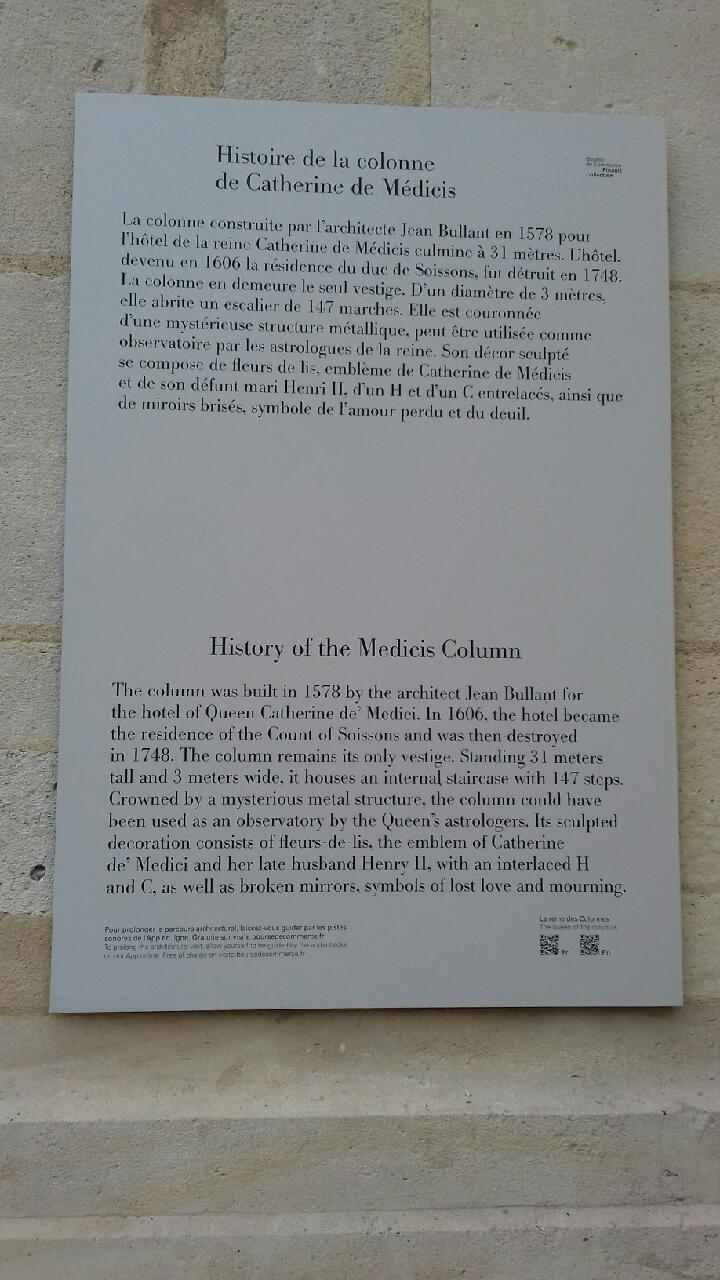
Panneau explicatif de gauche.
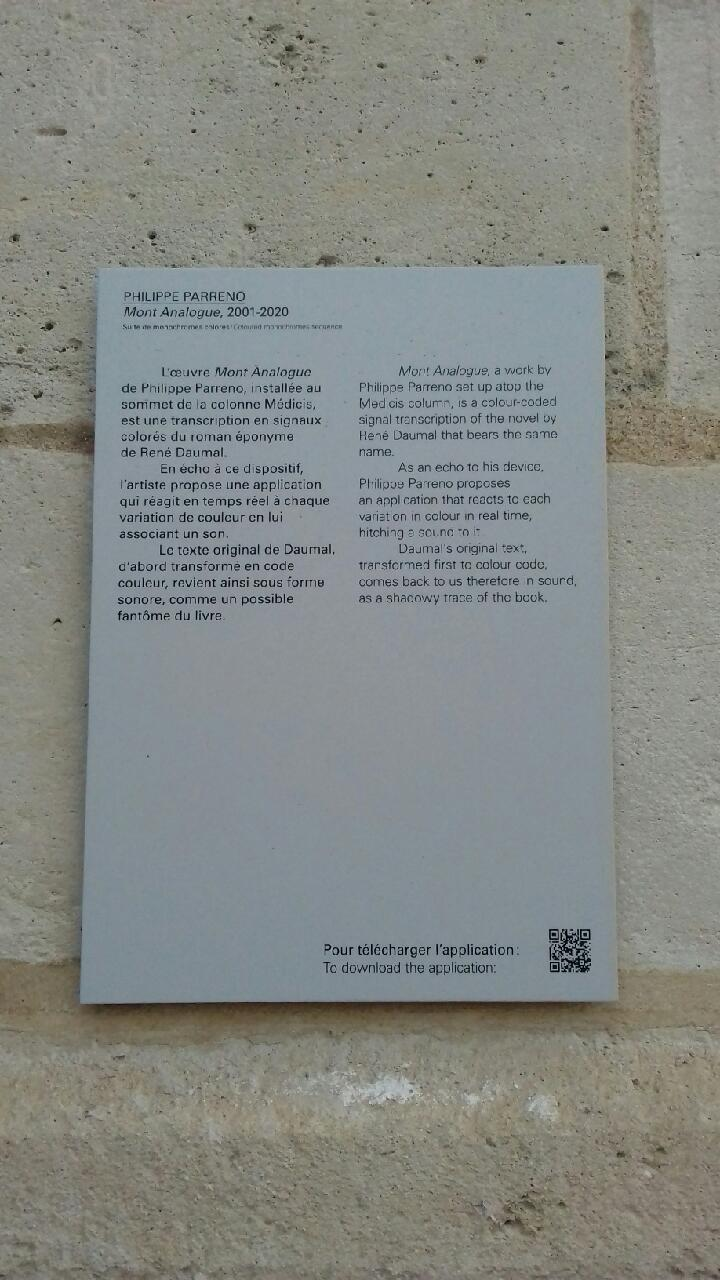
Panneau explicatif de droite.
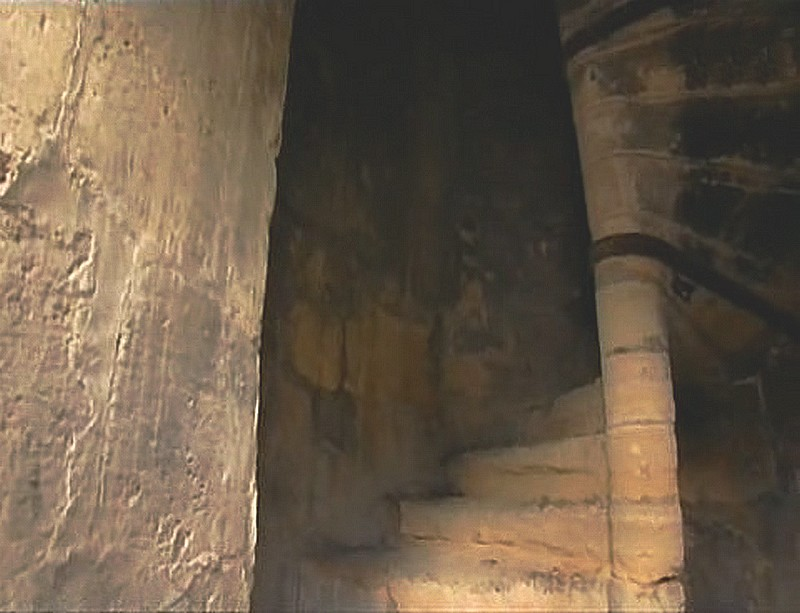
Escalier intérieur.